# Diecéze arabissuská
Diecéze arabissuská (latinsky Dioecesis Arabissena) je titulární diecéze římskokatolické církve.

## Historie
Arabissus ležel na místě dnešního Afşinu v provincii Kahramanmaraş v dnešním Turecku. Jako biskupské sídlo vzniklo v římské provincii Arménie II. Bylo součástí konstantinopolského patriarchátu a sufragannou arcidiecéze Meliténé.
Existuje pět známých biskupů této diecéze. Otreius se zúčastnil Prvního konstantinopolského koncilu roku 381. Adolius zásáhl roku 451 do Chalkedonského koncilu. Adelfius byl roku 458 podepsán v Druhém dopisu biskupů Arménie pro císaře Leona I., po smrti Proteria Alexandrijského. Leontius, církevní spisovatel, a Georgius, který byl přítomen na koncilu v Trullu roku 692.
Dnes je Arabissus využíván jako titulární sídlo; od roku 1973 je sídlo uprázdněné.

## Seznam biskupů
- Otreius (zmíněn roku 381)
- Adolius (zmíněn roku 451)
- Adelfius (zmíněn roku 458)
- Leontius
- Georgius (zmíněn roku 692)

## Seznam titulárních biskupů
- 1891–1893 Placide Louis Chapelle
- 1893–1904 Guglielmo Stagno di Alcontres
- 1909–1923 Manuel Segundo Ballón
- 1924–1940 Stephen Peter Alencastre, SS.CC.
- 1941–1954 Albert Henri Charles Breton, M.E.P.
- 1954–1973 Peter Francis Rayappa